# Sumurmati
Sumurmati is een bestuurslaag in het regentschap Probolinggo van de provincie Oost-Java, Indonesië. Sumurmati telt 2248 inwoners (volkstelling 2010).